# Gabriela Sarzała-Drabikowska

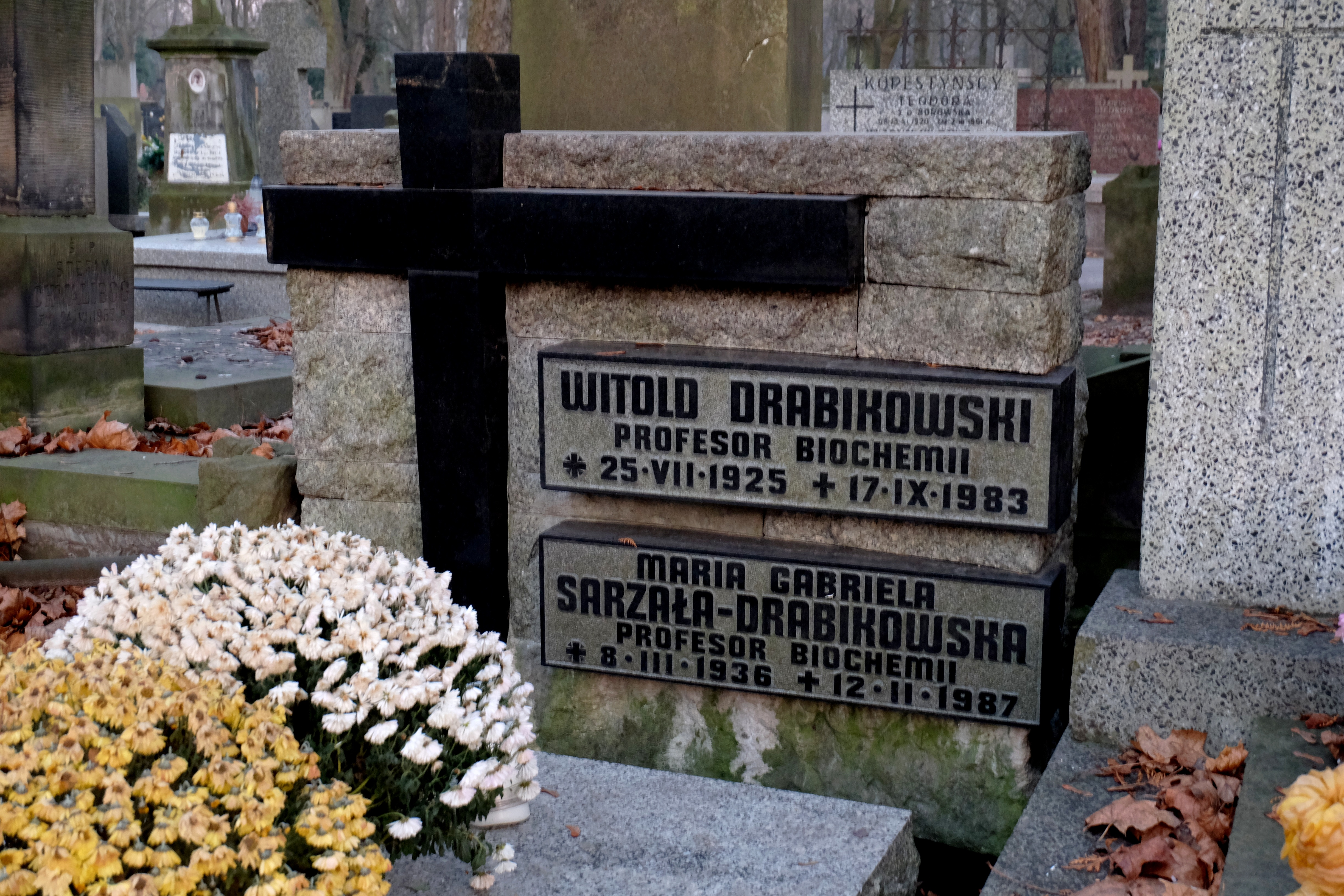
Grób Marii Gabrieli Sarzała-Drabikowskiej i jej męża prof. Witolda Drabikowskiego na cmentarzu Powązkowskim w Warszawie (kwatera 255-4-27)

Maria Gabriela Sarzała-Drabikowska (ur. 8 marca 1936 w Rębowie, zm. 12 lutego 1987 w Warszawie) – polska biochemiczka, profesor Instytutu Biologii Doświadczalnej im. M. Nenckiego PAN.

## Życiorys naukowy
Maria Gabriela Sarzała-Drabikowska urodziła się w 1936 roku w Rębowie. Absolwentka Liceum Ogólnokształcącego im. T. Kościuszki w Gostyninie, a następnie Wydziału Biologii i Nauk o Ziemi Uniwersytetu Warszawskiego. Od 1959 r. związana z Instytutem Biologii Doświadczalnej im. Marcelego Nenckiego PAN w Warszawie, gdzie wykonała pracę magisterską, a następnie podjęła dalsze badania naukowe. Wczesne Jej prace badawcze dotyczyły enzymów biorących udział w procesach metabolizmu i wchłaniania lipidów w przewodzie pokarmowym zwierząt. Badania nad fosfatazą kwasu fosfatydowego w jelicie były przedmiotem jej pracy doktorskiej, zakończonej uzyskaniem stopnia doktora nauk przyrodniczych w 1966 r. Staż na Uniwersytecie w Utrechcie w latach 1968-1969, skierował Jej zainteresowania na komponentę lipidową błon biologicznych. Badania prowadzone nad metabolizmem i rolą lipidów w funkcjonowaniu błon komórki mięśniowej - sarkolemy i błon siateczki sarkoplazmatycznej rozszerzyła też na badania białek błonowych. W 1973 r. Sarzała-Drabikowska została kierownikiem nowo utworzonej Pracowni Biomembran Komórek Kurczliwych IBD PAN. W 1975 r. uzyskała stopień doktora habilitowanego, a w 1983 r. została mianowana profesorem nadzwyczajnym.
W ostatnich latach życia Jej zainteresowania naukowe koncentrowały się na zmianach zachodzących w błonach mięśniowych w czasie rozwoju i w stanach patologicznych. Szczególnie interesujące są Jej badania nad molekularną organizacją błon, zwłaszcza asymetrycznym rozmieszczeniem ich składników. Opublikowała 42 prace eksperymentalne w czasopismach o zasięgu międzynarodowym i 5 artykułów przeglądowych.
W uznaniu zasług naukowych zespół kierowany przez profesor Sarzałę-Drabikowską otrzymał dwukrotnie (w latach 1973 i 1978) nagrodę Sekretarza Naukowego PAN. Była członkiem Polskiego Towarzystwa Biochemicznego i Komitetu Cytobiologii PAN. Prowadziła szeroką współpracę z laboratoriami polskim i zagranicznymi (m.in. Royal Free Hospital w Londynie, University of Bilbao i placówkami naukowymi we Włoszech).
Profesor Maria Gabriela Sarzała-Drabikowska zmarła 12 lutego 1987 roku. Pochowana na cmentarzu Powązkowskim (kwatera 255-4-27).

## Wybrane publikacje
Sarzała M.G., Michalak M. (1978) Studies on the heterogeneity of sarcoplasmic reticulum vesicles, Biochim. Biophys. Acta, 513: 221-235.
Zubrzycka E., Michalak M., Kosk-Kosicka D., Sarzała M.G. (1979) Properties of microsomal subfractions isolated from developing rabbit skeletal muscle, Eur. J. Biochem., 93: 113-121.
Hoffmann W., Sarzała M.G., Chapman D. (1979) Rotational motion and evidence for oligomeric structures of sarcoplasmic reticulum Ca2+-activated ATPase, Proc. Natl. Acad. Sci. U.S.A., 76: 3860-3864.
Pilarska M., Zimniak P., Pikuła S., Sarzała M.G. (1980) The terminal step of the de novo synthesis of diacyl and alkylacyl phospholipids in subfractions of rabbit sarcoplasmic reticulum ontogenesis, FEBS Lett., 114: 21-24.
Hoffmann W., Sarzała M.G., Gomez-Fernandez J.C., Goni F.M., Restall C.J., Chapman D., Heppeler G., Kreutz W. (1980) Protein rotational diffusion and lipid structure of reconstituted systems of Ca2+-activated adenosine triphosphatase, J. Mol. Biol. 141: 119-132.
Sarzała M.G., Szymańska G., Wiehrer W., Pette D. (1982) Effects of chronic stimulation at low frequency on the lipid phase of sarcoplasmic reticulum in rabbit fast-twitch muscle, Eur. J. Biochem., 123: 241-245.
Zubrzycka-Gaarn E., Korczak B., Osińska H., Sarzała M.G. (1982) Studies on sarcoplasmic reticulum from slow-twitch muscle, J. Muscle Res. Cell Motil., 3: 191-212.
Kosk-Kosicka D., Sarzała M.G. (1982) Characterization of sarcolemma from rabbit skeletal muscle: developmental studies, Dev. Biol., 92: 380-385.
Szyja W, Wrzosek A., Brzeska H., Sarzała M.G. (1986) Interaction of calmodulin and its fragments with Ca2+-ATPase and myosin light chain kinase, Cell Calcium, 7: 73-88.
Famulski K.S., Szymańska G., Szymański P., Sarzała M.G. (1987) Hyperthyroidism affects the activity of a cAMP-dependent protein kinase and protein phosphorylation in heart sarcolemma, Biomed. Biochim. Acta, 46: S448-S451.
Famulski K.S., Pilarska M., Wrzosek A., Sarzała M.G. (1988) The effect of thyroxine on the calmodulin-dependent (Ca2+-Mg2+)ATPase activity and protein phosphorylation in rabbit fast skeletal muscle sarcolemma, Eur. J. Biochem., 171:364-368.